# Tollo
Tollo is een gemeente in de Italiaanse provincie Chieti (regio Abruzzen) en telt 4241 inwoners (31-12-2004). De oppervlakte bedraagt 14,9 km², de bevolkingsdichtheid is 298 inwoners per km².

## Demografie
Tollo telt ongeveer 1366 huishoudens. Het aantal inwoners steeg in de periode 1991-2001 met 1,0% volgens cijfers uit de tienjaarlijkse volkstellingen van ISTAT.
| Jaar | Inwoneraantal |
| ---- | ------------- |
| 1991 | 4130          |
| 2001 | 4171          |

## Geografie
De gemeente ligt op ongeveer 152 m boven zeeniveau.
Tollo grenst aan de volgende gemeenten: Canosa Sannita, Crecchio, Giuliano Teatino, Miglianico, Ortona.